# Franz Merkhoffer
Franz Merkhoffer (Dettum, 29 novembre 1946) è un ex calciatore tedesco, di ruolo difensore.

## Carriera
Ha il record di presenze nella Bundesliga per l'Eintracht Braunschweig con 419.
Ha anche il record di presenze per l'Eintracht Braunschweig con 567.

## Statistiche

### Presenze e reti nei club
| Stagione        | Squadra                | Campionato      | Campionato | Campionato | Coppe nazionali | Coppe nazionali | Coppe nazionali | Coppe continentali | Coppe continentali | Coppe continentali | Altre coppe | Altre coppe | Altre coppe | Totale | Totale |
| Stagione        | Squadra                | Comp            | Pres       | Reti       | Comp            | Pres            | Reti            | Comp               | Pres               | Reti               | Comp        | Pres        | Reti        | Pres   | Reti   |
| --------------- | ---------------------- | --------------- | ---------- | ---------- | --------------- | --------------- | --------------- | ------------------ | ------------------ | ------------------ | ----------- | ----------- | ----------- | ------ | ------ |
| 1968-1969       | Eintracht Braunschweig | BL              | 12         | 0          | CG              | 0               | 0               | -                  | -                  | -                  | -           | -           | -           | 12     | 0      |
| 1969-1970       | Eintracht Braunschweig | BL              | 34         | 1          | CG              | 1               | 0               | -                  | -                  | -                  | -           | -           | -           | 35     | 1      |
| 1970-1971       | Eintracht Braunschweig | BL              | 34         | 2          | CG              | 1               | 0               | -                  | -                  | -                  | -           | -           | -           | 35     | 2      |
| 1971-1972       | Eintracht Braunschweig | BL              | 32         | 3          | CG              | 4               | 0               | CU                 | 6                  | 0                  | -           | -           | -           | 42     | 3      |
| 1972-1973       | Eintracht Braunschweig | BL              | 34         | 2          | CG+CdL          | 6+4             | 0               | -                  | -                  | -                  | -           | -           | -           | 44     | 2      |
| 1973-1974       | Eintracht Braunschweig | 2.BL            | 36+8       | 2+0        | CG              | 1               | 0               | -                  | -                  | -                  | -           | -           | -           | 45     | 2      |
| 1974-1975       | Eintracht Braunschweig | BL              | 34         | 3          | CG              | 3               | 0               | -                  | -                  | -                  | -           | -           | -           | 37     | 3      |
| 1975-1976       | Eintracht Braunschweig | BL              | 33         | 1          | CG              | 3               | 0               | -                  | -                  | -                  | -           | -           | -           | 36     | 1      |
| 1976-1977       | Eintracht Braunschweig | BL              | 34         | 0          | CG              | 2               | 0               | CU                 | 4                  | 0                  | -           | -           | -           | 40     | 0      |
| 1977-1978       | Eintracht Braunschweig | BL              | 34         | 3          | CG              | 4               | 0               | CU                 | 5                  | 0                  | -           | -           | -           | 43     | 3      |
| 1978-1979       | Eintracht Braunschweig | BL              | 33         | 2          | CG              | 3               | 0               | -                  | -                  | -                  | -           | -           | -           | 36     | 2      |
| 1979-1980       | Eintracht Braunschweig | BL              | 32         | 1          | CG              | 3               | 0               | -                  | -                  | -                  | -           | -           | -           | 35     | 1      |
| 1980-1981       | Eintracht Braunschweig | 2.BL            | 41+2       | 4+0        | CG              | 6               | 0               | -                  | -                  | -                  | -           | -           | -           | 49     | 4      |
| 1981-1982       | Eintracht Braunschweig | BL              | 33         | 3          | CG              | 1               | 0               | -                  | -                  | -                  | -           | -           | -           | 34     | 3      |
| 1982-1983       | Eintracht Braunschweig | BL              | 32         | 2          | CG              | 3               | 1               | -                  | -                  | -                  | -           | -           | -           | 35     | 3      |
| 1983-1984       | Eintracht Braunschweig | BL              | 8          | 0          | CG              | 1               | 0               | -                  | -                  | -                  | -           | -           | -           | 9      | 0      |
| Totale carriera | Totale carriera        | Totale carriera | 496+8      | 29+0       |                 | 46              | 1               |                    | 15                 | 0                  |             | -           | -           | 567    | 30     |

## Palmarès

### Club

#### Competizioni nazionali
- Fußball-Regionalliga: 1

Eintracht Braunschweig: 1973-1974 (Regionalliga Nord)

#### Competizioni internazionali
- Coppa Piano Karl Rappan: 7

Eintracht Braunschweig: 1968, 1970, 1971, 1972, 1975, 1978, 1979